# Fuji Yuki
Fuji Yuki (冨士 祐樹 Fuji Yūki, sinh ngày 7 tháng 5 năm 1981 ở Fujimi, Saitama) là một cầu thủ bóng đá người Nhật Bản thi đấu cho Suzuka Unlimited FC.

## Thống kê sự nghiệp câu lạc bộ
Cập nhật đến ngày 23 tháng 2 năm 2017.
| Thành tích câu lạc bộ | Thành tích câu lạc bộ  | Thành tích câu lạc bộ | Giải vô địch | Giải vô địch | Cúp                   | Cúp                   | Cúp Liên đoàn | Cúp Liên đoàn | Tổng cộng | Tổng cộng |
| Mùa giải              | Câu lạc bộ             | Giải vô địch          | Số trận      | Bàn thắng    | Số trận               | Bàn thắng             | Số trận       | Bàn thắng     | Số trận   | Bàn thắng |
| Nhật Bản              | Nhật Bản               | Nhật Bản              | Giải vô địch | Giải vô địch | Cúp Hoàng đế Nhật Bản | Cúp Hoàng đế Nhật Bản | Cúp Liên đoàn | Cúp Liên đoàn | Tổng cộng | Tổng cộng |
| --------------------- | ---------------------- | --------------------- | ------------ | ------------ | --------------------- | --------------------- | ------------- | ------------- | --------- | --------- |
| 2000                  | Đại học Kokushikan     | JFL                   | 0            | 0            |                       |                       | -             | -             | 0         | 0         |
| 2001                  | Đại học Kokushikan     | JFL                   | 24           | 0            |                       |                       | -             | -             | 24        | 0         |
| 2002                  | Đại học Kokushikan     | JFL                   | 9            | 1            |                       |                       | -             | -             | 9         | 1         |
| 2003                  | Đại học Kokushikan     | JFL                   | 9            | 0            |                       |                       | -             | -             | 9         | 0         |
| 2004                  | Otsuka Pharmaceuticals | JFL                   | 13           | 0            | 1                     | 0                     | -             | -             | 14        | 0         |
| 2005                  | Tokushima Vortis       | J.League 2            | 28           | 1            | 2                     | 0                     | -             | -             | 30        | 1         |
| 2006                  | Tokushima Vortis       | J.League 2            | 3            | 0            | 0                     | 0                     | -             | -             | 3         | 0         |
| 2007                  | Tokushima Vortis       | J.League 2            | 8            | 0            | 0                     | 0                     | -             | -             | 8         | 0         |
| 2008                  | New Wave Kitakyushu    | JFL                   | 33           | 6            | 3                     | 0                     | -             | -             | 36        | 6         |
| 2009                  | New Wave Kitakyushu    | JFL                   | 28           | 3            | 1                     | 0                     | -             | -             | 29        | 3         |
| 2010                  | Giravanz Kitakyushu    | J2 League             | 9            | 1            | 0                     | 0                     | -             | -             | 9         | 1         |
| 2011                  | Giravanz Kitakyushu    | J2 League             | 27           | 0            | 2                     | 0                     | -             | -             | 29        | 0         |
| 2012                  | Giravanz Kitakyushu    | J2 League             | 18           | 0            | 0                     | 0                     | -             | -             | 18        | 0         |
| 2013                  | Giravanz Kitakyushu    | J2 League             | 32           | 2            | 1                     | 0                     | -             | -             | 33        | 2         |
| 2014                  | Giravanz Kitakyushu    | J2 League             | 39           | 4            | 3                     | 0                     | -             | -             | 42        | 4         |
| 2015                  | FC Gifu                | J2 League             | 21           | 0            | 2                     | 0                     | -             | -             | 23        | 0         |
| 2016                  | FC Gifu                | J2 League             | 10           | 1            | 1                     | 0                     | -             | -             | 11        | 1         |
| Tổng                  | Tổng                   | Tổng                  | 311          | 19           | 16                    | 0                     | -             | -             | 337       | 19        |